# Saint-Sorlin-de-Conac
Saint-Sorlin-de-Conac és un municipi francès situat al departament del Charente Marítim i a la regió de la Nova Aquitània. L'any 2007 tenia 199 habitants.

## Demografia

### Població
El 2007 la població de fet de Saint-Sorlin-de-Conac era de 199 persones. Hi havia 88 famílies de les quals 24 eren unipersonals (8 homes vivint sols i 16 dones vivint soles), 36 parelles sense fills, 8 parelles amb fills i 20 famílies monoparentals amb fills.
La població ha evolucionat segons el següent gràfic:
Habitants censats

### Habitatges
El 2007 hi havia 157 habitatges, 86 eren l'habitatge principal de la família, 45 eren segones residències i 26 estaven desocupats. 145 eren cases i 8 eren apartaments. Dels 86 habitatges principals, 68 estaven ocupats pels seus propietaris, 17 estaven llogats i ocupats pels llogaters i 1 estava cedit a títol gratuït; 3 tenien una cambra, 9 en tenien dues, 9 en tenien tres, 28 en tenien quatre i 37 en tenien cinc o més. 60 habitatges disposaven pel capbaix d'una plaça de pàrquing. A 39 habitatges hi havia un automòbil i a 39 n'hi havia dos o més.

### Piràmide de població
La piràmide de població per edats i sexe el 2009 era:
| Homes | Edats   | Dones |
| ----- | ------- | ----- |
| 0     | 95 o +  | 8     |
| 0     | 90 a 94 | 8     |
| 0     | 85 a 89 | 0     |
| 4     | 80 a 84 | 0     |
| 4     | 75 a 79 | 8     |
| 12    | 70 a 74 | 4     |
| 12    | 65 a 69 | 4     |
| 4     | 60 a 64 | 16    |
| 8     | 55 a 59 | 4     |
| 4     | 50 a 54 | 16    |
| 12    | 45 a 49 | 16    |
| 4     | 40 a 44 | 4     |
| 4     | 35 a 39 | 0     |
| 4     | 30 a 34 | 0     |
| 4     | 25 a 29 | 0     |
| 8     | 20 a 24 | 8     |
| 16    | 15 a 19 | 8     |
| 0     | 10 a 14 | 0     |
| 0     | 5 a 9   | 0     |
| 0     | 0 a 4   | 0     |

## Economia
El 2007 la població en edat de treballar era de 116 persones, 77 eren actives i 39 eren inactives. De les 77 persones actives 66 estaven ocupades (37 homes i 29 dones) i 11 estaven aturades (5 homes i 6 dones). De les 39 persones inactives 17 estaven jubilades, 7 estaven estudiant i 15 estaven classificades com a «altres inactius».

### Ingressos
El 2009 a Saint-Sorlin-de-Conac hi havia 82 unitats fiscals que integraven 168,5 persones, la mediana anual d'ingressos fiscals per persona era de 13.628 €.

### Activitats econòmiques
Dels 11 establiments que hi havia el 2007, 1 era d'una empresa de fabricació d'altres productes industrials, 5 d'empreses de construcció, 2 d'empreses de comerç i reparació d'automòbils, 1 d'una empresa d'hostatgeria i restauració, 1 d'una empresa de serveis i 1 d'una entitat de l'administració pública.
Dels 5 establiments de servei als particulars que hi havia el 2009, 1 era un guixaire pintor, 1 fusteria, 1 lampisteria i 2 empreses de construcció.
L'any 2000 a Saint-Sorlin-de-Conac hi havia 21 explotacions agrícoles que ocupaven un total de 756 hectàrees.

## Poblacions més properes
El següent diagrama mostra les poblacions més properes.